# Tatiana Budtova
Tatiana Budtova, née le 23 juin 1963, est une enseignante-chercheuse d'origine russe. Elle travaille au centre de mise en forme de matériaux (Cemef MINES ParisTech - UMR 7635) où elle est spécialiste de la physico-chimie des polymères, des polymères biosourcés et des bio-aérogels. En 2020, elle reçoit la médaille d'argent du CNRS.

## Biographie
En 1987, elle obtient son diplôma en physique (l'équivalent du master) à l'université d'État de Saint-Pétersbourg. En 1992, elle soutient sa thèse à l'institut des composés macromoléculaires de l'Académie des sciences de Russie. En 1999, elle obtient son habilitation universitaire à l'Université Nice-Sophia-Antipolis et à école nationale supérieure des mines de Paris. Elle entre au CNRS en tant que professeure en 2002. En 2004, elle devient directrice de recherches au centre de mise en Forme des matériaux à l'école nationale supérieure des mines de Paris. Elle y dirige l'équipe bio-polymères et composites biosourcés . Ses recherches se focalisent sur le développement d'aérogels issus de déchets agroalimentaire tels que la pectine, un polymère provenant notamment des zestes d'oranges et de citrons. Elle a développé l'aéropectine, qui présente des qualités d'isolation et de bonnes caractéristiques de résistance mécanique
.

## Récompenses et honneurs
- 2014 : Prix ADEME des Techniques Innovantes pour l'Environnement[3]
- 2015 : Chevalier des Palmes académiques[1]
- 2020 : Médaille d'argent du CNRS[4]